# تيد ريتشاردز
تيد ريتشاردز (بالإنجليزية: Ted Richards)‏ هو لاعب كرة قدم أمريكية أمريكي، ولد في 7 نوفمبر 1901 في أوشكوش في الولايات المتحدة، وتوفي في 1 ديسمبر 1978 في ستانوود في الولايات المتحدة.